# Canarino timbrado
Il timbrado spagnolo è una razza di canarino selezionata nella prima metà del Novecento, derivata dal canarino sassone e dal canarino primitivo. Allevato come animale da compagnia è molto apprezzato per il suo canto: gli esemplari maschi (le femmine cantano poco anzi fischiettano) dispongono di una vasta gamma di note, toni e ritmi. Hanno le piume di colore giallo, talvolta con sfumature verdi ed una lunghezza media (dal becco alla coda) di 13 cm. In cattività possono  vivere fino a 10 anni.

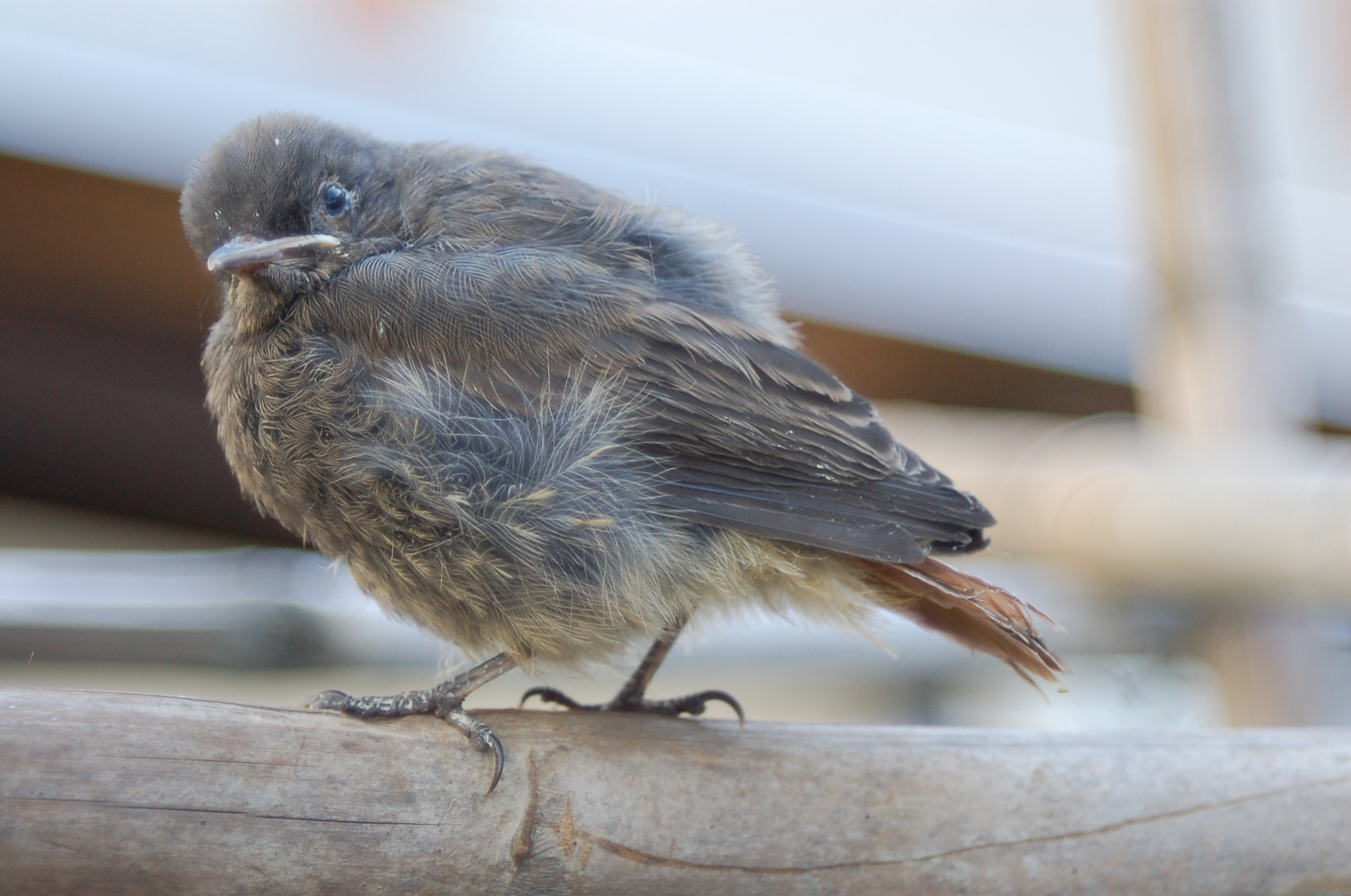
Pulcino di 3 settimane

## Comportamento
I maschi nei giorni di cova aiutano spesso le femmine, permettendo loro di nutrirsi. La cova dura 13 giorni e possono essere covate contemporaneamente fino a sei uova.

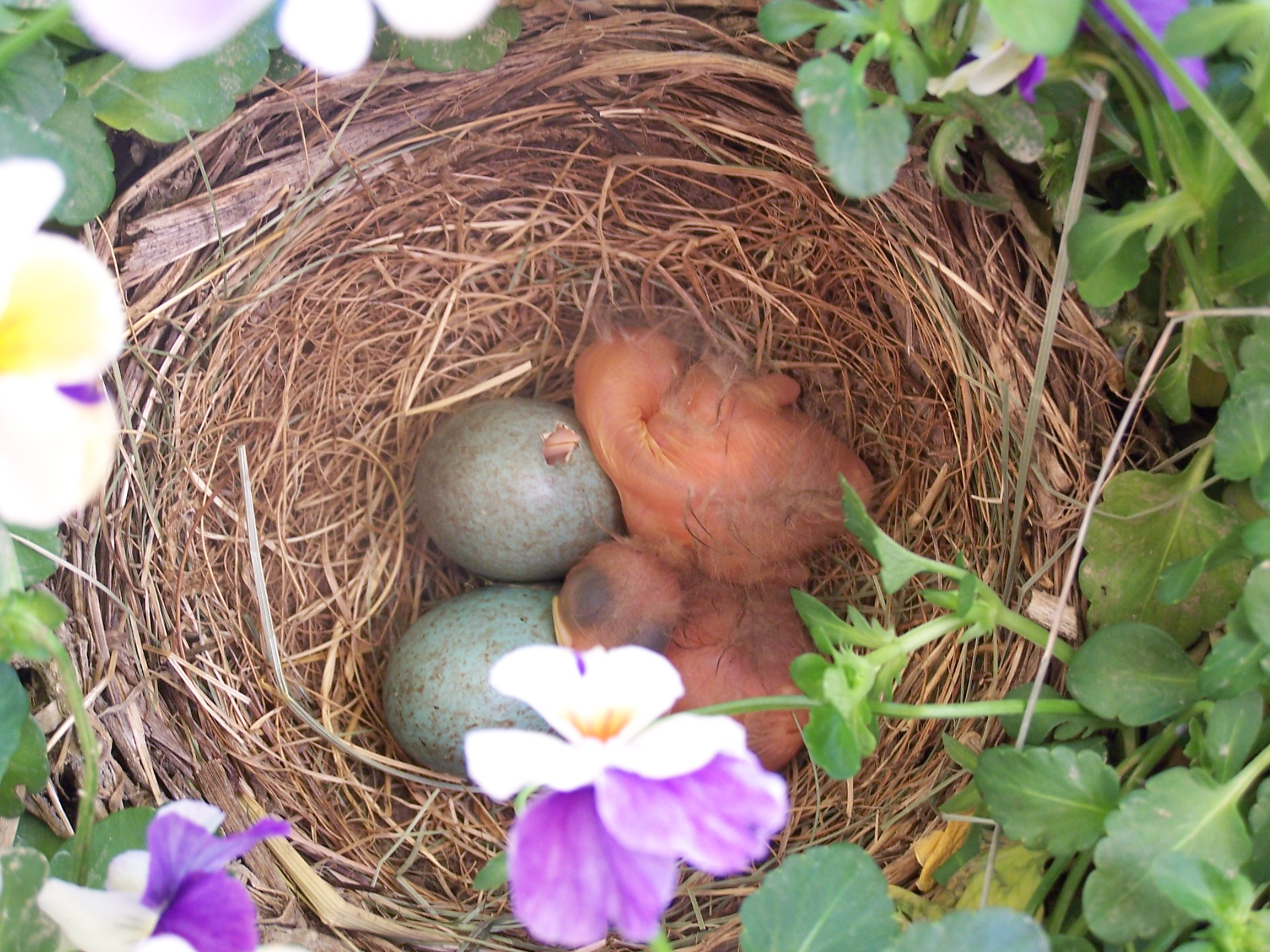
Uova in cova con 2 pulcini